# Andrzej Szarmach
Andrzej Szarmach, né le 3 octobre 1950 à Gdańsk, est un footballeur international puis entraîneur polonais. Il évolue au poste d'avant-centre de la fin des années 1960 à la fin des années 1980.

## Biographie

### Carrière en Pologne

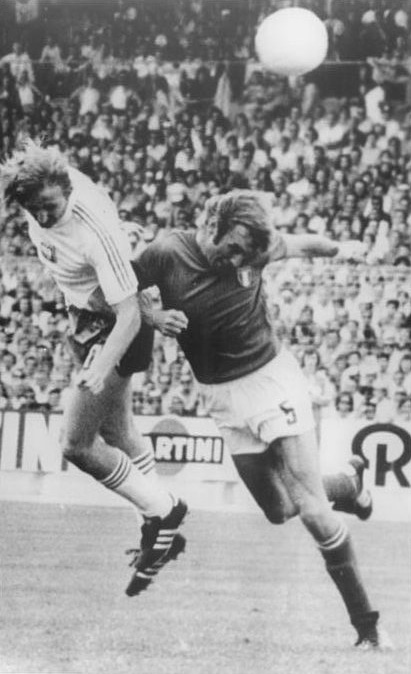
Szarmach à la lutte avec Morini durant le match Italie-Pologne lors de la Coupe du monde de football de 1974.

Szarmach fait partie de cette génération de joueurs de l'Est « coincée » dans son pays. En effet, à cette époque les joueurs des pays de l'Est sont tenus de rester dans leur pays jusqu'à l'âge de trente ans. Ainsi, plusieurs joueurs de l'Est de grand talent sont passés à côté d'une grande carrière en club. Malgré tout, Szarmach se montre sur la scène internationale grâce à l'équipe de Pologne.
Avec Grzegorz Lato à sa droite, Robert Gadocha à sa gauche et Kazimierz Deyna en soutien, Szarmach profita de l'absence de Włodzimierz Lubański pour conduire l'attaque polonaise, la meilleure du Mondial 1974 (16 buts marqués). Si Grzegorz Lato, ailier droit rapide comme l'éclair, terminait en tête du classement des buteurs (7 buts), Szarmach, avec cinq réalisations, marqua aussi la compétition de son empreinte. Il confirma deux ans plus tard aux Jeux olympiques de Montréal en décrochant la médaille d'argent et le titre de meilleur buteur du tournoi (9 buts).

### Carrière en France
C'est donc en 1980, à l'âge de 30 ans, que Szarmach est enfin autorisé à quitter son pays. Guy Roux, entraîneur de l'AJ Auxerre qui vient tout juste de faire ses premiers pas en Division 1, le recrute alors au nez et à la barbe du Bayern Munich.
Il reste cinq ans à l'Association de la Jeunesse auxerroise où il s'impose comme l'un des meilleurs joueurs du championnat et offre le maintien à son équipe. L'AJ Auxerre décroche même un podium en 1984. Szarmach reste surtout dans les mémoires auxerroises pour être, encore aujourd'hui, le meilleur buteur de l'histoire de l'AJ Auxerre (94 buts en Championnat, 2 en Coupe de l'UEFA et 4 en Coupe de France).
Il finit sa carrière en deuxième division à l'En Avant de Guingamp, puis en 3e division au Clermont Foot où il devint entraîneur-joueur.

### Carrière d'entraîneur
Il prend donc en mains le Clermont Foot en 1987, qu'il hisse en deuxième division dès sa première saison. Il termine meilleur buteur de la poule de D3. Lors de la saison 1988/89, il rechausse les crampons pour quelques matchs pour faire partager son expérience de joueur international. Il va ensuite entraîner la Berrichonne de Châteauroux et l'AS Angoulême puis en Pologne. Enfin il entraîne l'Aurillac FCA jusqu'en 2001, date où il se retire définitivement du football à l'âge de 51 ans.

## Palmarès
- Médaille d'argent aux Jeux olympiques en 1976 avec la Pologne.
- Troisième de la Coupe de Monde 1974 et de la Coupe de Monde 1982 avec la Pologne.
- 55 sélections pour la Pologne (25 buts)[2].
- Vice-champion de Pologne en 1974 avec Górnik Zabrze.
- Finaliste de la coupe des Alpes en 1983 avec l'AJ Auxerre.

### Distinctions individuelles
- Élu meilleur joueur étranger de Division 1 en 1981 (avec Umberto Barberis) et en 1982 par le magazine France Football[3]
- Meilleur buteur du championnat de Pologne de Division 2 en 1972 (33 buts) avec l'Arka Gdynia
- 2e meilleur buteur du championnat de Pologne en 1976 (16 buts) avec Górnik Zabrze, en 1978 (13 buts) et en 1979 (15 buts) avec Stal Mielec
- 2e meilleur buteur de Division 1 en 1982 (24 buts) et en 1983 (24 buts) avec l'AJ Auxerre
- Meilleur buteur de l'histoire de l'AJ Auxerre (100 buts : 94 en Division 1, 2 en Coupe de l'UEFA et 4 en Coupe de France)
- Meilleur buteur de l'histoire de l'AJ Auxerre en Division 1  (94 buts)
- Meilleur buteur de l'histoire de l'EA Guingamp en Division 2 (26 buts)